# Nečtiny
Nečtiny település Csehországban, a Észak-plzeňi járásban. Nečtiny Bezvěrov, Horní Bělá, Manětín, Krsy, Úněšov és Zahrádka településekkel határos. Lakosainak száma 624 fő (2024. január 1.).

## Népesség
A település lakosságának változását az alábbi diagram mutatja:
| Lakosok száma | 3147 | 2844 | 2596 | 930  | 725  | 620  | 623  | 632  | 601  | 624  |
|               | 1869 | 1900 | 1921 | 1961 | 1980 | 2011 | 2016 | 2019 | 2021 | 2024 |